# کول‌تپه آیدینلو
کول تپه آیدینلو مربوط به هزاره اول قبل از میلاد است و در شهرستان هوراند، دهستان دیکله، روستای آیدینلو واقع شده و این اثر در تاریخ ۱۵ دی ۱۳۸۷ با شمارهٔ ثبت ۲۳۹۴۶ به‌عنوان یکی از آثار ملی ایران به ثبت رسیده است.